# فيديريكو بالاسيوس مارتينيز
فيديريكو بالاسيوس مارتينيز (بالألمانية: Federico Palacios-Martínez)‏ (9 أبريل 1995 في ألمانيا - ) هو لاعب كرة قدم ألماني في مركز الهجوم. لعب مع آر بي لايبزيغ ونادي نورنبرغ وFC Rot-Weiß Erfurt ‏.

## وصلات خارجية
- فيديريكو بالاسيوس مارتينيز على موقع قاعدة بيانات كرة القدم.إي يو (الإنجليزية)
- فيديريكو بالاسيوس مارتينيز على موقع Soccerway.com (الإنجليزية)
- فيديريكو بالاسيوس مارتينيز على موقع عالم كرة القدم.نت (الإنجليزية)